# فايبو A688
فايبو A688 (بالإنجليزية: Vibo A688)‏ هو هاتف ذكي من فوكسكون يعمل بنظام أندرويد، تم طرحه في الأسواق في 18 يناير 2010.

## الخصائص
- نظام التشغيل: أندرويد
- الكاميرا الخلفية: 5.0 ميجابكسل
- الشاشة: 320 × 480
- الوزن: 114.4 غ (4.04 أونصة)
- المعالج: 600 ميجا هرتز
- الذاكرة: 256 ميجابايت